# Курляндцев, Николай Дмитриевич
Николай Дмитриевич Курляндцев (1802—1835) — русский педагог и переводчик.

## Биография
Родился в 1802 году.
Окончил Московскую гимназию и в 1823 году — Императорский Московский университет. Сначала был учителем в Московском воспитательном доме. В сентябре 1826 года был назначен профессором военных наук в Ришельевский лицей; 29 октября 1827 года был утверждён в нём профессором физико-математических наук; с 24 марта 1831 года по 28 января 1832 года исправлял должность инспектора. С 3 марта 1832 года был цензором одесского цензурного комитета.
Были напечатаны его переводы: «Главные черты космогонии» (Одесса, 1834) Шуберта; «Введение в умозрительную физику» (Одесса, 1834) Шеллинга; «Физические картины Европы» (Одесса, 1834) Шува; «О постепенном развитии природы» (Одесса, 1835) Стефенса, а также две актовые речи: «О начале, постепенном развитии и настоящем состоянии опытной физики» (Одесса, 1832) и «О существенной цели и способе преподавания математики» (Одесса, 1833).
Умер в 1835 году.